# Seizoen

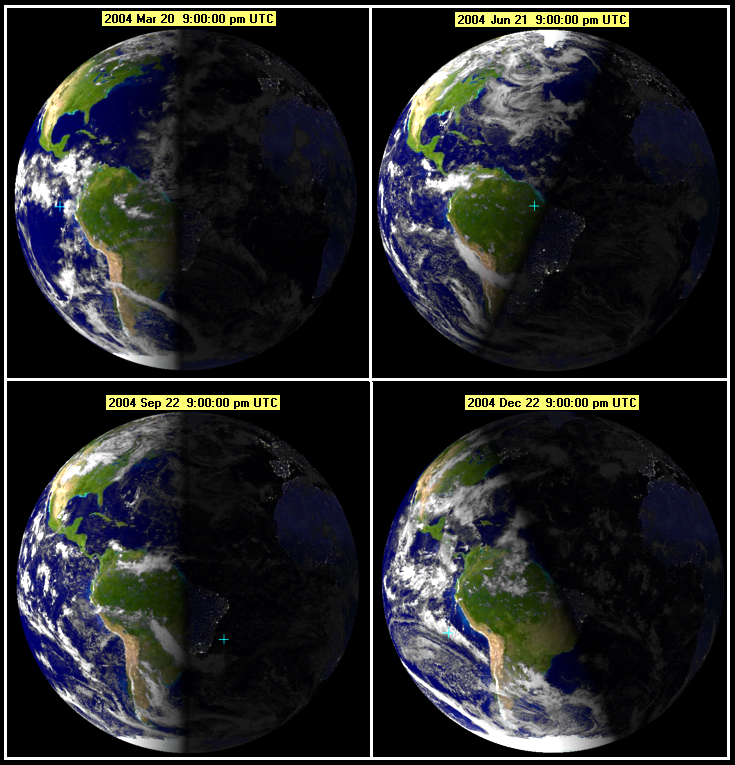
Stand van de aarde aan het begin van de astronomische seizoenen.

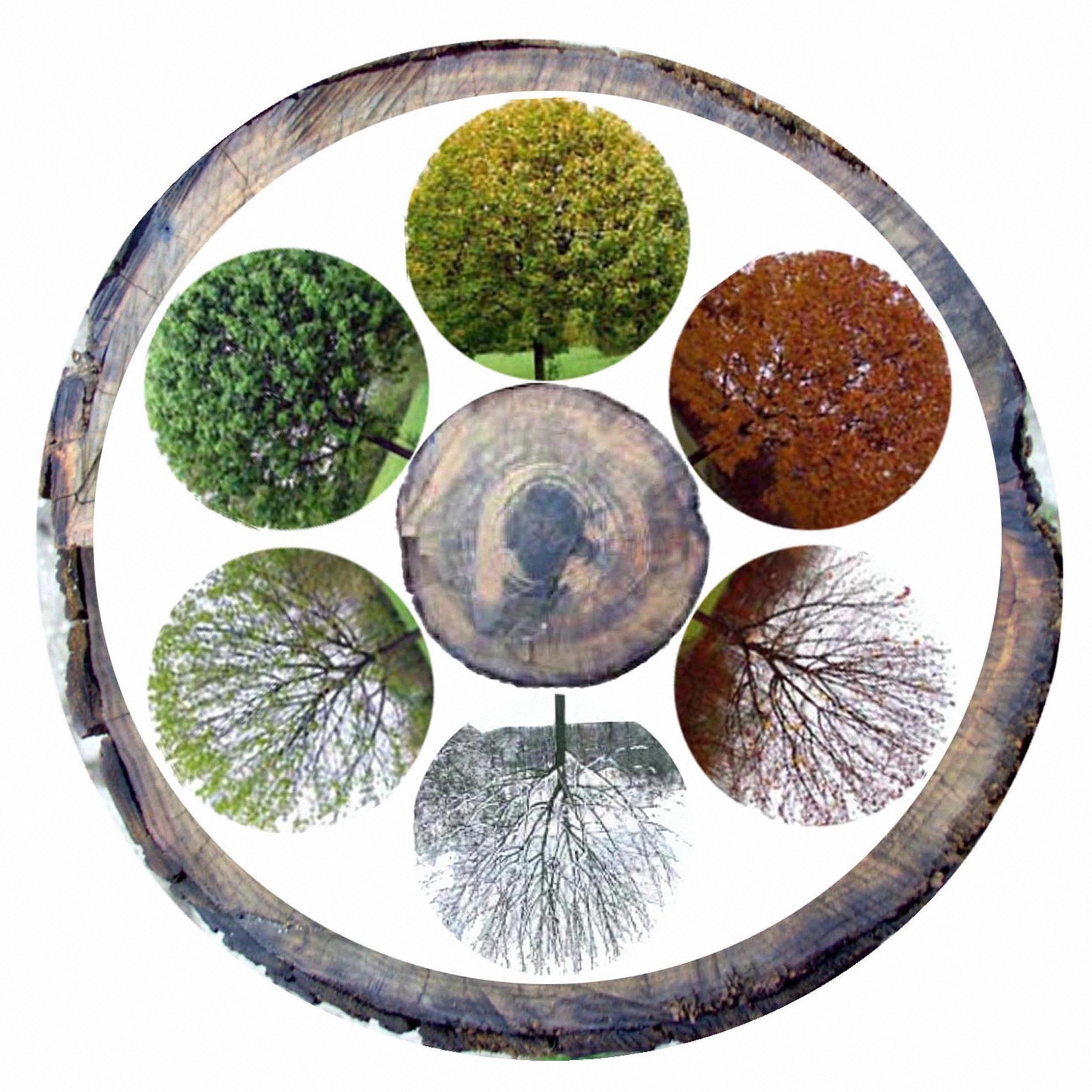
Seizoen / Groeiringen.

Een seizoen of jaargetijde is een jaarlijks terugkerende periode van 3 maanden. Het tropisch jaar van de aarde is ingedeeld in 4 jaargetijden: lente, zomer, herfst en winter.
Overigens vallen deze jaargetijden vooral in de gematigde tot hogere breedten samen met duidelijk te onderscheiden klimatologische periodes. In de tropen is het altijd zomer, of blijken de seizoenen op een heel andere wijze. In het oude Egypte onderscheidde men bijvoorbeeld maar drie seizoenen, en in Indonesië kent men de droge en natte moesson.
De seizoenen ontstaan door de hellingshoek van de aardas ten opzichte van de as van haar baan rond de zon.

## Begin en einde

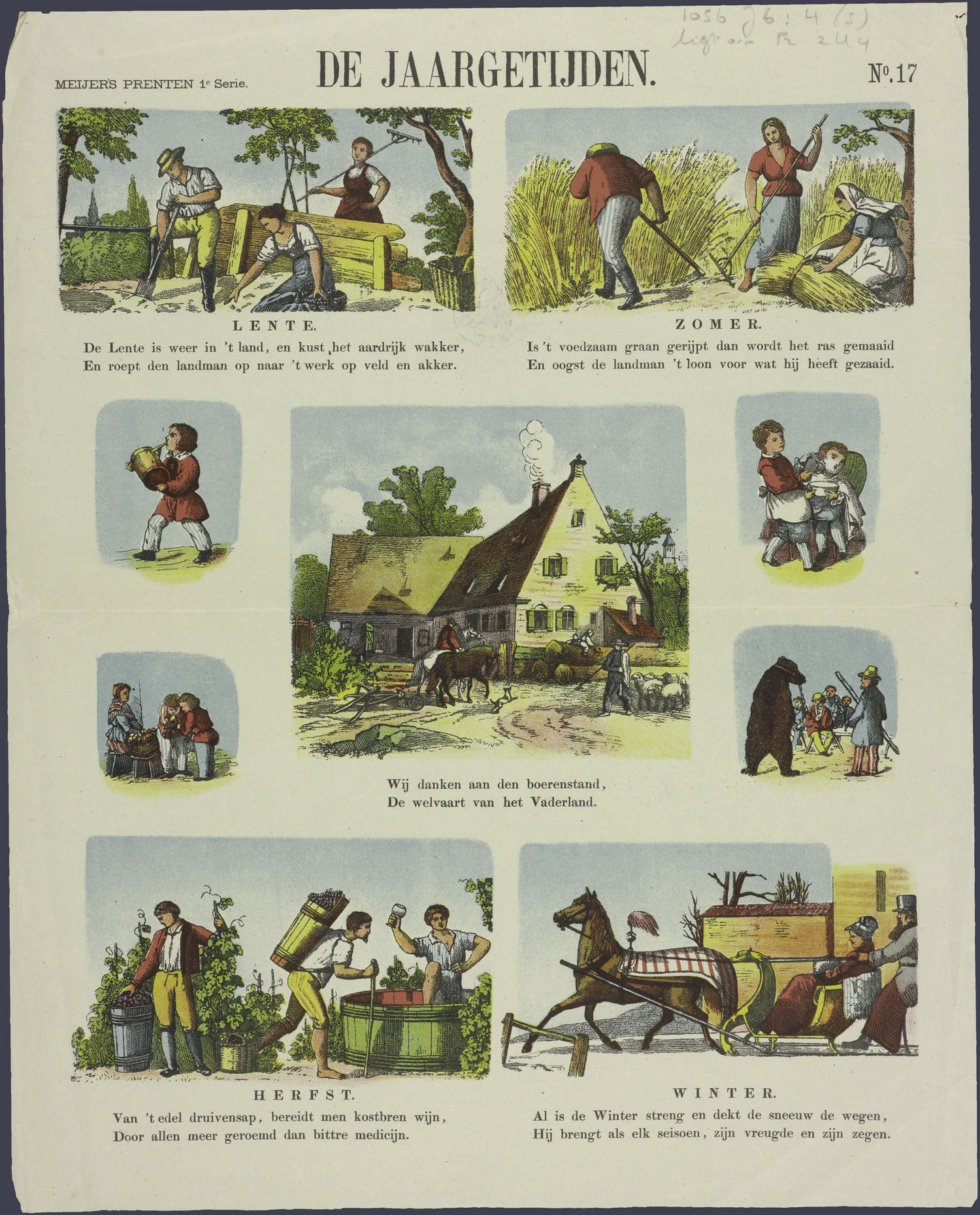
De jaargetijden op een centsprent rond 1800: lente (spitten en planten), zomer (maaien), herfst (druiven oogsten) en winter (arreslee rijden).

In de astronomie begint een jaargetijde op het moment dat de zon op de keerkring of evenaar komt. Dat gebeurt op een nauwkeurig gedefinieerd tijdstip rond de 21ste van de maanden maart, juni, september en december dat van jaar tot jaar een dag kan verschillen. In schrikkeljaren valt het begin van een seizoen veelal een dag eerder.
In de meteorologie wordt met administratieve seizoenen gewerkt die men laat beginnen op de eerste dag van maart, juni, september en december. Men spreekt in dat geval van de meteorologische lente, zomer, herfst en winter.
Voor afbeeldingen van de vier jaargetijden (in onder andere de Friese staartklok) worden godinnen gebruikt.  Flora als godin van de lente, de zomer wordt uitgebeeld door Ceres, de herfst door Pomona of Bacchus en Vesta met het vuur voor de winter.

## Etymologie
| Seizoen | Betekenis | Foto |
| winter  | - Oudhoogduits: uuintar, wintar of uuntar, Abrogans: hyem, uuintar, tempestas, unuuitari, uel frigus, edho frost, Latijn: hiems → winter betekent dus onweer (unuuitari) of vrieskou (frost) - in de Indo-Europese taalgroep is het woord winter waarschijnlijk een cognaat van water, en is de winter dus te beschouwen als het natte seizoen. |      |
| lente   | oude afleiding van lang en heeft betrekking op het lengen van de dagen |      |
| zomer   | Middelnederlands: somer, Oudsaksisch, Oudhoogduits en Oudnoors: sumar → sama, Engels: season, half-year → zomer betekent dus seizoen op de helft of in het midden van het jaar |      |
| herfst  | Germaans: harbista, Oudhoogduits: herbist, Middelhoogduits: herbest, Middelnederlands: hervest, Engels: harvest → herfst betekent dus oogst |      |

## Andere betekenissen
Het woord seizoen wordt in veel situaties in een andere betekenis gebruikt. Men spreekt dan steeds van seizoen, nooit van jaargetijde.
Spreekt een reisbureau of hotel van het seizoen of het hoogseizoen, dan bedoelt men ongeveer de periode van juni tot september, de tijd waarin de meeste mensen op vakantie gaan. Soms onderscheidt men het zomerseizoen en het winterseizoen. Het laatste is dan omstreeks de jaarwisseling. Deze seizoenen hebben geen vast gedefinieerde begin- en einddatum. 
Andere seizoenen zijn: voetbalseizoen, schaatsseizoen, orkaanseizoen, bloeiseizoen enz. Het betreft hier steeds een deel van het jaar waarin bepaalde natuurverschijnselen voorkomen of bepaalde activiteiten geschieden.

## Oneigenlijke seizoenen
Er zijn ook contexten waarin het woord seizoen niets meer te maken heeft met een jaargetijde, maar eerder een groot deel van het jaar, soms zelfs een heel jaar, omvat.

### Omroep
Zie Seizoen (omroep).

### Verenigingen
Bij sommige verenigingen duurt een seizoen een heel jaar, van (ongeveer) september tot augustus. Soms ook (ongeveer) van september tot juni, waarbij de tijd van de zomervakantie, waarin er weinig activiteiten zijn, niet tot het seizoen wordt gerekend. Een dergelijk seizoen is dus hetzelfde als een schooljaar.

### Voetbal
Bij de planning van een voetbalcompetitie loopt een seizoen van augustus tot en met juni van het volgende jaar. De vakantietijd valt buiten het seizoen.

### Wielersport
In de wielersport is een seizoen de periode van het jaar waarin wielerwedstrijden verreden worden. Het seizoen kan specifiek betrekking hebben op het wegwielrennen (doorgaans van maart tot en met oktober) en het veldrijden.

## Trivia

### Muziek
De jaargetijden zijn een geliefd onderwerp in de muziek. Vivaldi heeft Le quattro stagioni gecomponeerd, Joseph Haydn schreef het oratorium Die Jahreszeiten en Dream Theater is bekend door hun Change of Seasons. De Nederlandse componist Kees Vlak schreef een hele cyclus van werken voor jeugdblaasorkesten, die onder de titel The Four Seasons samengevat zijn.
Aan Vivaldi's werk refereert ook het multi-instrumentalisten ensemble Quattro Stagioni van Cornelius Buser, Jürg Mosimann, Paul Ragaz en Walter Thöni die onder andere (volks-)muziek uit diverse landen speelt.
De Four Seasons was een Amerikaanse popgroep, bestaande uit vier man.

### Voedsel
Een bekende pizzanaam is de Quattro Stagioni (=vier jaargetijden). De naam is ontleend aan de ingrediënten zoals tomaten, mozzarella, champignons, olijven, artisjokken, basilicum, peper, zout, die in Italië bijna het hele jaar door voorradig zijn.